# Исаев, Андрей Алексеевич
Андрей Алексеевич Исаев (1851—1924) — российский и советский экономист, статистик и социолог.

## Биография
По указанию Венгерова он родился 19 (31) октября 1851 года в Суражском уезде Черниговской губернии в купеческой семье, в имении Новомезиричах; по другим сведениям — в слободе Клинцы в семье потомственного почётного гражданина.
После окончания с золотой медалью 5-й Московской гимназии он поступил на юридический факультет Московского университета. Спустя год перевёлся на юридический факультет Императорского Санкт-Петербургского университета, который окончил со степенью кандидата права в 1873 году. Затем занимался в Лейпцигском университете под руководством Вильгельма Георга Фридриха Рошера и в Гейдельбергском — под руководством Карла Книса. В 1875 году Исаев поступил на службу в Московскую губернскую земскую управу; исследовал кустарные промыслы Московской губернии; позже занимался исследованием кустарной промышленности и артелей в Германии, Франции и Швейцарии.
В 1879 году Исаев был назначен на кафедру политической экономии и финансового права в ярославский Демидовский юридический лицей и в том же году защитил в Санкт-Петербургском университете диссертацию («Промышленные товарищества во Франции и Германии») на степень магистра политической экономии. Защита диссертации («Артели в России») на степень доктора состоялась также в Санкт-Петербургском университете в 1881 году; с 1884 года — ординарный профессор.
Переехав в 1888 году в Санкт-Петербург, Исаев в качестве приват-доцента начал чтение в Санкт-Петербургском университете лекций по политической экономии и занял кафедру полицейского права в Александровском лицее. С 1889 года Исаев — председатель отделения по кустарной и ремесленной промышленности при обществе для содействия русской промышленности и торговле. В 1890 году по инициативе Исаева было учреждено «Общество для вспомоществования нуждающимся переселенцам», где он состоял товарищем председателя. В 1889—1904 годах читал лекции в Париже и Брюсселе, в 1911—1912 — в Санкт-Петербургском психоневрологическом институте.
Был близок по взглядам к легальным марксистам и вполне благожелательно встретил Февральскую и Октябрьскую революции в 1917 году. В советский период продолжил свою научную и педагогическую деятельность.
Умер в 1924 году в Москве.

## Труды
Литературная деятельность Исаева началась в конце 1874 года статьями, которые он печатал в «Русских ведомостях» по экономическим вопросам. Его «Начала политической экономии» (1894) были одним из лучших отечественных экономических учебников.

### Книги
- «Задачи и методы политической экономии» (1879);
- «Освобождение крестьян от крепостной зависимости в России» (1881);
- «О мерах к развитию артельного производства» (1882);
- «Государственный кредит» (1886);
- «Большие города и их влияние на общественную жизнь» (1887);
- «Нужна ли земская статистика» (1888);
- «О техническом образовании как мере содействия кустарным промыслам» (1890);
- «Переселения в русском народном хозяйстве» (1891);
- «Неурожай и голод» (1892; перев. на франц. и немецкий языки)
- Промыслы Московской губернии: В 2-х т. — М.: Моск. губ. земск. управа, 1876—1877.
- Артели в России. — Ярославль: Тип. Губ. правл., 1881. — 336 с.
- Государственный кредит. — Ярославль: Тип. Г. В. Фальк, 1886. — 159 с.
- Очерк теории и политики налогов. — Ярославль: Тип. Г. В. Фальк, 1887. — 175 с.
- Наши финансы и подоходный налог. — СПб.: Тип. М. М. Стасюлевича, 1887. — С. 371—416.
- О социализме наших дней. — Stuttgard: J.H.W. Dietz Nachf (G.M.B.H.), 1902. — 524 с.
- Вопросы социологии. — СПб.: Вестник знания, 1906. — 240 с.
- Индивидуальность и социализм. - СПб.: кн. маг. А.Ф.Цинзерлинга, 1907. - 78 с.
- Начала политической экономии. — 3-е изд., доп. — СПб.: Тип. М. М. Стасюлевича, 1896. — 728 с.
- Мировое хозяйство. — СПб.: Тип. Шредера, 1910. — 497 с.
- Кризисы в народном хозяйстве. — СПб.: Тип. Шредера, 1913. — 168 с.
- Безработица в СССР и борьба с нею. За период 1917—1924 гг. / А. А. Исаев. — М.: Вопросы труда, 1924. — 80 с.

### Статьи
- «Социально-политические конгрессы в Германии» («Отечественные записки», 1877, IX),
- «Участие рабочих в прибыли предприятия» («Юридический вестник», 1879);
- «Место Фурье в общественно-хозяйственной науке» («Юридический вестник», 1880);
- «О кустарной промышленности в России» («Русская мысль», 1880, XI);
- «Община и артель» («Юридический вестник», 1883, I);
- «Семейные разделы крестьян» («Вестник Европы», 1883, VII);
- «Пропорциональное и прогрессивное обложение» («Юридический вестник», 1884);
- «Принцип неотчуждаемости государственных земель» («Юридический вестник», 1884);
- «Мелкий земельный кредит по системе Райфайзена» («Наблюдатель», 1884, XI);
- «О причинах хозяйственных кризисов» («Вестник Европы», 1888, Х и X I);
- «Протекционизм пред судом новых американских экономистов» (там же, 1888, XII);
- «Россия и Америка на хлебном рынке» (там же, 1889, IV);
- «Народное богатство и таможенная политика» («Русская мысль», 1889, VI);
- «О мерах к развитию кустарного производства» («Русская мысль», 1890, II);
- «Переселения и народное хозяйство» («Вестник Европы», 1890, IV);
- «Кустарная промышленность в Германии» (там же, 1890, VI);
- «Городская и сельская кустарная промышленность» («Юридический вестник», 1890, VI);
- «О пределах государственного вмешательства» («Русская мысль», 1890, VIII);
- «Что сделали Тургенев и Григорович для русской экономической мысли» («Сборник Русской Мысли в пользу голодающих», 1892);
- «Земледельцы из образованного класса» («Русская мысль», 1892, Х и 1894, IV);
- «Опыт общественного переустройства» («Вестник Европы», 1893, II);
- «Le travail en famille en Russie» («Revue d' économie politique», 1893, II);
- «Les principales causes des crises é conomiques» (там же, 1893, VI и XII);
- «О себялюбии как единственном двигателе в общественной жизни» («Северный вестник», 1894, IV).